# Władimir Szkodrow
| Odkryte planetoidy: 7 | Odkryte planetoidy: 7 |
| --------------------- | --------------------- |
| (4486) Mithra         | 22 września 1987      |
| (6636) Kintanar       | 11 września 1988      |
| (9732) Juchnovski     | 24 września 1984      |
| (11852) Shoumen       | 10 września 1988      |
| (11856) Nicolabonev   | 11 września 1988      |
| (14342) Iglika        | 23 września 1984      |
| (14839) 1988 RH8      | 11 września 1988      |
| 1. 2.                 |                       |

Władimir Gieorgiew Szkodrow (bułg. Владимир Георгиев Шкодров; ur. 10 lutego 1930 w Łomie, zm. 31 sierpnia 2010 w Sofii) – bułgarski astronom pracujący w Bułgarskim Obserwatorium Narodowym.
Szkodrow jest odkrywcą 7 planetoid w tym z grupy Apolla (4486) Mithra, odkrytej 22 sierpnia 1987 roku wspólnie z Erikiem Elstem.
W uznaniu jego zasług planetoida (4364) Shkodrov, odkryta 7 listopada 1978 roku przez Eleanorę Helin oraz Schelte Busa została nazwana jego nazwiskiem.